# کمیسیون اوراق بهادار و سرمایه‌گذاری استرالیا
کمیسیون اوراق بهادار و سرمایه‌گذاری استرالیا (انگلیسی: Australian Securities and Investments Commission) که نهاد نظارتی مقررات مالی در استرالیا است. از وظایف این نهاد، ایجاد فضای تجارتی سالم و جلوگیری از فعالیت‌های تجاری غیرقانونی است.